# 中国本土における2019年コロナウイルス感染症の流行状況
中国本土における2019年コロナウイルス感染症の流行状況（ちゅうごくほんどにおける2019ねんコロナウイルスかんせんしょうのりゅうこうじょうきょう）では、中華人民共和国のうち香港・マカオを除く地域（中国本土）における新型コロナウイルス感染症（COVID-19）の流行状況について述べる。

## 感染者数
中国本土の感染者数については、SNSを中心に疑問が呈されている。
詳細は中国本土における2019年コロナウイルス感染症の流行状況#中国政府の対応を参照されたい。

■ 累積回復者
■ 治療中
■ 累積死亡者
■ 新規確認

## 感染の発生と拡大

### 武漢市・湖北省

#### 2019年12月
12月8日、武漢市で原因不明の肺炎患者が最初に報告された。国家衛生健康委員会も既に専門家を現地に派遣した。
12月31日午後、武漢市衛生健康委員会は合計27件の症例があり、そのうち7人が重症で、2人がまもなく退院すると報告した。
なお、この時点でカナダの健康モニタリング企業BlueDotがAIを用いた解析でウイルス拡散（アウトブレイク）の可能性を警告した。

#### 2020年1月
2020年1月1日、江漢区市場監督局と衛生健康局は局地的流行の中心地とされる華南海鮮卸売市場を閉鎖した。1月3日、武漢市の警察当局はSNSで肺炎に関するデマを拡げたとして、医師ら8人に対して訓戒処分を下した。
1月5日の武漢市衛生健康委員会の発表によると、午前8時の時点で原因不明の肺炎の患者は合計59人で、そのうち7人が重症であり、他の患者の容態は安定していた。すべての患者は武漢市内の医療機関で隔離治療を受けており、死亡者はいなかった。発症例のうち、最も早いものの発症時期は2019年12月12日、最近のもので12月29日であった。疫学調査によると、一部の患者は華南海鮮卸売市場の入居者で、ヒトからヒトへの感染の形跡は確認されず、医療スタッフの感染も発生していなかった。またインフルエンザ、鳥インフルエンザ、アデノウイルス感染症、重症急性呼吸器症候群（SARS）、中東呼吸器症候群（MERS）などのウイルスはいずれも検出されなかった。1月7日、原因不明の肺炎は新種（新型）のコロナウイルスにより引き起こされたことが判明した。
1月8日、武漢市衛生健康委員会は、8人の患者の退院を発表した。8人の患者は数カ所の病院で隔離されたが、のちに全員が武漢金銀潭病院に収容された。
1月9日夜、61歳の男性患者が死亡した。1月11日、武漢市衛生健康委員会は、肺炎の患者計41人のうち、1人が死亡、7人が重症で、2人が既に退院したと発表。また、医療スタッフを含む739人の接触者全員に症状は見られなかった。
1月15日0時過ぎ、69歳の男性患者が死亡した。2人目の死亡者である。武漢市衛生健康委員会の発表によると、1月18日に1人、19日に1人、20日に2人、21日に3人の患者が死亡した。22日以降に死亡者数が急増した。
1月21日の湖北省衛生健康委員会の発表によると、武漢市近郊の黄岡市でも12人の感染者が確認された。また、同月22日に荊州市でも6人の感染が確認された。一方、中国国内メディア・三聯生活週刊の取材によると、武漢市内の病院のウイルス検出薬品と収容能力は既に限界に達したため、感染の疑いのある一部の患者は病院に収容されず毎日通院しなければならなかった。
1月25日、武漢市で感染者と思われる62歳の医師が肺炎により死亡したが、地元の保健当局は、死亡した医師はすでに退職していると発表した。
感染の拡大により、武漢市側は1月23日午前10時より人の出入りを制限し始め、武漢市内の空港、鉄道駅、フェリー、バスおよび武漢地下鉄は営業停止となり、閉鎖された。記者の取材によると、多くの人が10時前に武漢市を脱出しようと漢口駅に集まっていた。近郊の黄岡市も夜24時から人の出入りを制限し、市内の交通機関を停止した。また、同日から鄂州市・天門市・仙桃市・潜江市・赤壁市・枝江市・利川市・咸寧市・荊門市・当陽市・黄石市・恩施市・孝感市も市内の交通機関を停止した。武漢当局は、26日午前0時から市の中心部で許可された車以外通行を禁止することを明らかにした。無料のタクシー合わせて6000台をすでに配備したとし、市民の自家用車での外出を禁じた。
また、中国国内で多くの地域で湖北省出身者に対して厳格な検疫措置をとっており、湖北省の住民がSNSで差別にあったと投稿したこともある。
新型コロナウイルスによる肺炎の患者を治療するために、武漢市内で火神山医院と雷神山医院が1月から急ピッチで建設された。また、この模様はインターネットでライブ配信された。

#### 2020年2月
- 2月1日、黄岡市は生活必需品の買い出しのための外出は2日に1度、各世帯1人に限ると発表した[37]。
- 2月5日、武漢市で生まれたばかりの赤ちゃんの感染が確認され、母親も感染者であるため、垂直感染の可能性もあるとして警戒された[38]。
- 2月6日、複数の中国国内メディアによると、最初にSNSで肺炎の流行を内部告発した医師らのうち1人である、武漢市在住の眼科医・李文亮が当日の夜に亡くなった。李医師は2019年12月30日に医学部の同級生らにこの肺炎に関する状況を知らせたため、2020年1月3日に警察からの訓戒通知を受けた。その後、1月12日に発症し、2月1日に感染が確認された[39][40]。病院側は2月7日午前2時58分に李医師の死亡を正式発表した[41][42]。
  - 2月6日、武漢市内で感染確定者の米国人1人が死亡[43]。
- 2月8日に武漢で感染の疑いのある日本人1人が死亡。この日本人は約20日間入院していたが、感染者として確認されないまま亡くなった[43][44]。中華人民共和国外交部は2月10日に、この日本人も新型肺炎による死者だとの認識を示した[45]。
- 2月13日より、湖北省の診断基準に臨床診断による確認を本格化させたため、前日より省内の感染者が14840人、死者が242人増えて、省内の累計感染者が48206人、死者が1310人となった[46]。
- 2月18日、武漢市武昌医院院長の劉智明が亡くなった[47]。
- 2月22日、中国科学院西双版納熱帯植物園、華南農業大学、北京脳科学センターの研究によると、華南海鮮市場はこの流行の発源地でなく、ホットスポットの1つでしかなかった可能性がある[48]。また、ヒト - ヒト伝播は11月下旬に既に発生したと見られる[48]。さらに、中国広東省・重慶市、台湾、オーストラリア、フランス、日本、米国などの国・地域内の感染者から取った2019新型コロナウイルス（SARS-CoV-2）の遺伝子を比較する結果、少なくとも2つのハプログループがあると見られる[48]。

#### 2020年3月
- 3月2日、病院を退院し、指定ホテルで隔離中の36歳男性元患者が呼吸不全により死亡[49]。
- 3月16日、共産党は支援の医療従事者を湖北省から徐々に撤退させる方針。武漢に在った16か所の臨時病院を10日までに休業した[50]。
- 3月23日、新規感染がないと武漢当局は発表しているが「依然として1日に数人から十数人の無症状の陽性患者が出ている」と中国疾病対策予防センターの匿名の職員が財新に明らかにした[51]。

#### 2020年5月
- 5月15日、武漢市内で35日ぶりに新しい感染者が確認されたため、市民ら1400万人を対象にPCR検査が始まった。一日の検査能力は最大10万件が可能なので、約10人の検体を混ぜて、感染者を絞って検出する方式を取ったという[52][53]。一次検査の結果、少なくとも50万人が感染していたことが推定できるという結果は出たと中国メディア・財新網が報道したが、記事がすぐに削除された[54]。

### 湖北省以外

#### 2020年1月

中国各省・各特別行政区の初感染ケースの確認日付：
2020年1月11日
2020年1月20日
2020年1月21日
2020年1月22日
2020年1月23日
2020年1月25日
2020年1月29日

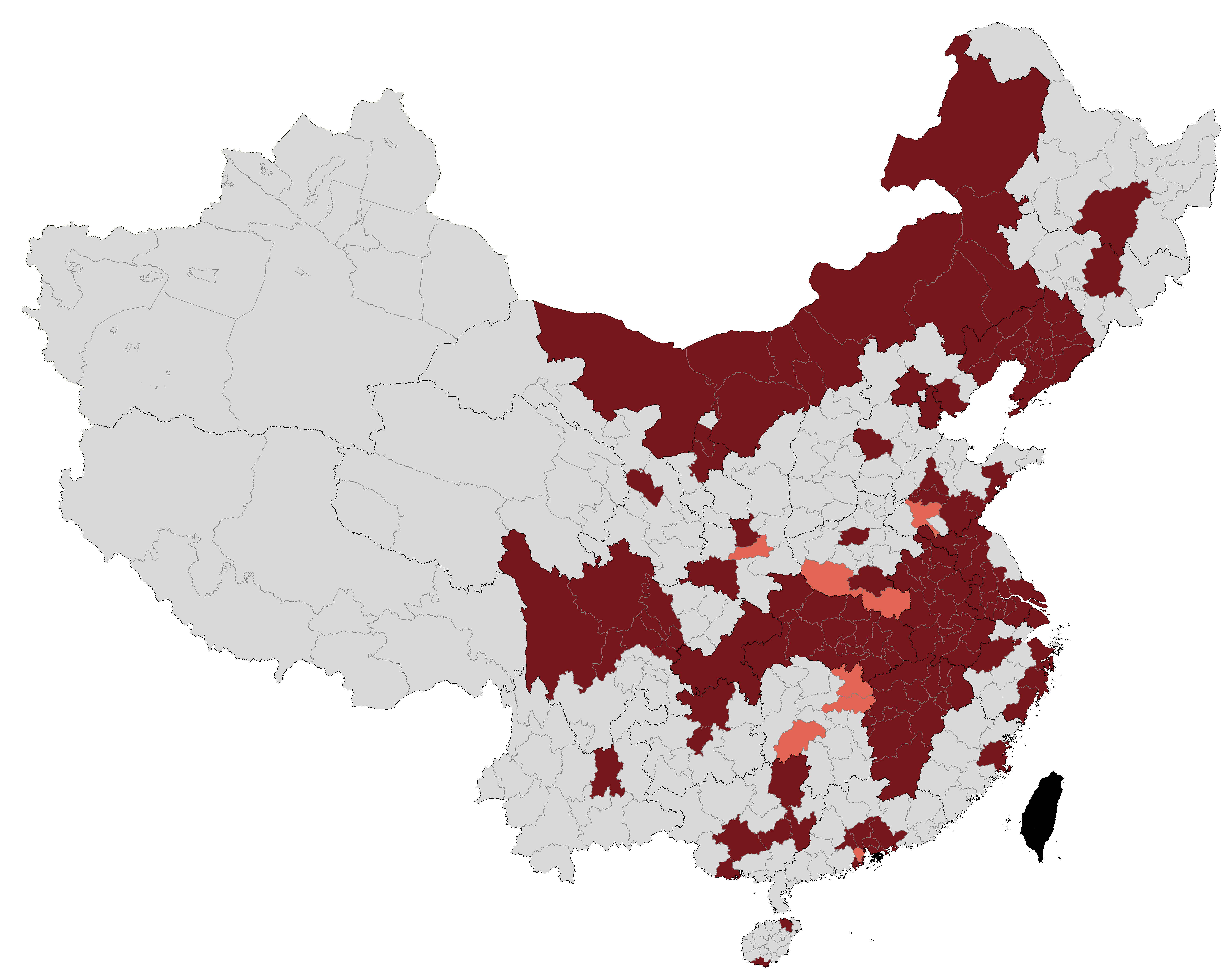
中国国内での感染拡大により、多くの地域では住民の外出や交通機関の運行が制限されている（濃赤）。一方、感染者が多く発生しているものの、完全に制限されていない地域もある（薄赤）。

2020年1月19日、広東省深圳市で1人の感染が確認された。患者は元日の前後に武漢市に訪れたことがあり、1月3日に深圳市に戻った直後に発熱があったという。
1月20日、広東省深圳市・珠海市などで新たに13人の感染が確認。
1月20日、北京市大興区で2人の感染が確認。同日夜に広東省深圳市・珠海市などで新たに13人、北京市で新たに3人、上海市で1人の感染が確認。うち珠海市の3人は家族間の感染と見られる。ほとんどの症例は武漢市での滞在歴がある。
1月21日から、主に武漢市から出てきた人の移動により湖北省以外の中国各省でも確認感染者の数が増加し続けていた。
1月23日、22日に河北省滄州市で死亡した80歳男性は感染が確認され、湖北省外の初めての死者となった。
1月24日、黒竜江省綏化市で1人の感染と死亡が確認された。
感染の拡大により、故宮博物院や上海ディズニーランドなど春節の連休で人気な中国国内の施設は1月25日より休業した。また、24日に中国高速鉄道の天津車両基地に所属する乗務員数人は感染が確認されたため、当該車両基地はしばらく閉鎖された。
1月26日、広東省政府は公共の場でのマスク着用を義務付け、違反者に対する罰則を導入した。
中国中央テレビによると、北京市政府が1月26日から市境を超えるすべてのバスの運行を停止すると報じた。
1月27日、北京市で50歳の男性感染者が死亡した。この感染者の死亡は北京市内で初めての死者となった。患者は上海市在住の電力会社の元管理職で、1月8日-12日に武漢市に出張し、13日にまた上海から北京に出張し、22日に現地で感染が確認された。
1月29日、31の省・自治区・直轄市の中で唯一感染者が確認されてこなかったチベット自治区でも疑いのある患者が発見され、同日に感染が確定した。これにより、中国全土で感染者が確認されたことになる。

#### 2020年2月
2月2日より、浙江省温州市では鉄道や長距離バスなどの輸送機関が運休となり、高速道路の一部出口も封鎖された。温州市では春節前の温州商人の帰郷により、感染が急速に広まった。また、湖北省黄岡市と同じく、生活必需品の買い出しのための外出は2日に1度、各世帯1人に限り許可される。
2月2日、雲南省大理市当局は物流会社が中国・ミャンマー国境の瑞麗市から重慶市へ輸送途中のマスクを横取り、市内の各機関で分けたため、ネット上で物議を醸した。また、世界最大の医療用マスク生産国である中国で上海市当局などが国内の工場から買い上げたことで世界的にマスクが品薄になった。
2月7日、1月23日より江蘇省南京市の南京市中医院COVID-19対策本部リーダーを務めていた徐輝副院長が、下肢浮腫による肺塞栓症で死去。
2月8日までに北京市ではマスクの着用が事実上義務化され、隔離を拒む人は公安当局に拘留された後、場合によっては刑事罰も科される方針が打ち出された。
2月9日までに天津市宝坻区のあるデパートで32人の感染者が確認され、計約11700人が隔離された。
2月10日、山東省在住の韓国人3人の感染が確認。同日、中国外交部の報道官は同日時点で中国国内の確定感染者のうち、外国人が27人もいると発表した。
2月19日、四川省成都市で10日に退院した患者が検査で再び陽性反応を示した事態が発生。
2月20日、山東省と浙江省の刑務所2ヶ所で集団感染が確認されたため、山東省の司法当局のトップおよび浙江省の当該刑務所のトップが更迭となった。
2月24日、韓国での感染拡大により多くの韓国在住者が山東省青島市へ避難に行く動きが見られることにより、青島市当局は空港などでの検疫強化を発表。
2月25日、広東省衛生当局は、退院した患者のうち、14%は再び陽性反応を示したと発表。
2月26日、寧夏回族自治区中衛市で、2月19日にイランからモスクワ経由で中国に入国した1人の感染が確認された。
2月29日、同じくイランからモスクワ経由で北京に入国した2人の感染が確認された。広東省深圳市でもブリストルからロンドン・香港経由で同じ市内に到着した中広核の従業員1人の感染が確認された。

#### 2020年3月
3月に入って以降、中国では海外から入国した感染者の数が国内発生数を大幅に上回るようになった。
3月2日、浙江省青田県でイタリアから帰国した7人の感染が確認された。
3月5日、甘粛省でイランから入国した11人の感染が確認された。
3月6日、北京市でイタリアから入国した4人、上海市でイランから帰国した1人の感染が確認された。
3月7日、経過観察施設に指定されている福建省泉州市のホテルが倒壊した。
3月9日、北京市でイギリスから入国した1人、広東省東莞市でスペインから帰国した留学生1人の感染が確認された。
3月11日、広東省深圳市でフランスから入国した1人、中山市でスペインから入国した2人、河南省鄭州市でイタリアから帰国した1人、甘粛省でイランから入国した2人の感染が確認された。
3月22日、前日にシンガポールから上海経由で済南市に到着したサッカーベルギー代表、山東魯能所属のマルアン・フェライニの感染が確認された。
3月26日、新たな感染者は55人で、54人が海外からの入国者・帰国者であった。
3月27日、国家衛生健康委員会の発表によると新たな感染者は54人で、全員が海外からの入国者であった。内訳は上海市17人、広東省11人、福建省6人、天津市5人、浙江省4人、北京市、遼寧省各3人、内モンゴル自治区、吉林省各2人、山東省1人であった。

#### 2020年4月
4月に入ってから、黒竜江省・内モンゴル自治区・上海市などでロシアから入国した感染者が大量に発生していた。

#### 2020年6月
6月13日前後、北京市豊台区にある食品卸売市場・新発地卸売市場で50人以上のクラスターが発生した。当局は感染源が輸入の冷凍サーモンではないかと分析した。

#### 2020年7月
7月17日、新疆ウイグル自治区の州都・ウルムチ市で集団感染が見つかったため、当局は同市を封鎖した。また、ウルムチ地下鉄も運行停止。
7月22日、遼寧省大連市の水産加工会社で集団感染が発生、市側は全市民を目標にPCR検査を始めた。

## 感染の終息
- 3月25日、湖北省に在留していた北京市の住民の第1陣約800人が25日午後、北京市に戻った。[111]
  - 同25日、武漢市の路線バスが一部再開[112]
  - 同25日、湖北省にある「中国の桃の里」が状況好転のため、営業再開[113]
  - 同25日、湖北省黄岡市では3月25日午前0時から、省外から湖北省に通じる道路の通行規制が解除され、他の地方との秩序ある車の往来が復活した。新型コロナウイルス感染拡大が全国で武漢市に次いで深刻だった黄岡市は、2ヶ月間の「凍結」状態を経て、「再起動」し、正常な日常生活を徐々に取り戻しつつある。[114]
- 3月27日、四川省の成都ジャイアントパンダ繁育研究基地が25日、ついに営業を再開した。安全性を確保したうえで、同基地は同日、アットホームな営業再開セレモニーを執り行った[115]。

## 中国政府の対応

### ゼロコロナ政策と方針転換
中国では厳格な行動制限などで完全な封じ込めをはかるゼロコロナ政策が2022年12月までに実施・継続していた。感染が拡大する度に各都市のロックダウンなどの厳しい措置が長期に渡って実施されてきたが、この政策に対する市民の不満が高まっていた。2022年11月24日夜の新疆ウイグル自治区ウルムチ市でのマンション火災では、コロナ対策でのマンション封鎖により、“部屋のドアや非常口扉が封鎖されたために逃げ遅れて亡くなった”、“封鎖で消防車がマンションに近づくことができなかった”などの批判がSNSに次々に投稿され、これをきっかけに大規模な抗議活動が発生した（白紙革命）。12月7日、中国政府は「新10条」を通知しゼロコロナ政策が転換された。また、これまで実施してきた入国者への隔離措置を2023年1月8日に終了するとともに、同日に中国人の海外旅行を解禁すると発表した。「ゼロコロナ」政策に終止符が打たれた。
中国政府は、「ゼロコロナ」政策を緩和した2022年12月8日から2023年1月12日までに基礎疾患を持つ人を含めて、病院で死亡した新型コロナの死者が5万9938人だったと発表した。

### 政府の対応 (タイムライン)
以下では、政府の対応およびその対応対象や関連事象も含む。

#### 2019年12月
- 12月8日、 武漢市で原因不明の最初の肺炎患者が報告された。中国疾病予防管理センター(CCDC)が2020年1月29日に米国医学雑誌に発表した論文で、「人から人への感染」はすでに2019年12月中旬以降発生していたと報告している[126]。
- 12月30日、武漢市中心病院救急科主任の艾芬医師は、原因不明の肺炎患者のウイルス検査報告を医師のSNSチャットグループに投稿した[127]。同院の李文亮医師は、患者からSARSコロナウイルスが検出された検査結果を見つけたため、同日午後5時43分に同級生のWeChat（ウェイボーとも[126]）グループで「華南海鮮市場で7人のSARS感染者が確認された」と発信、検査結果と肺のCT検査の写真も送った[126]。同日午後6時42分に「コロナウイルスの感染が確認され、どのタイプかまだ調査中」と補足した[128]。

12月時点で武漢市は感染者を27人と公式発表していたが、実は104人であった、と後の2月17日の中国疾病予防管理センター発表で報告された。さらに、1月1日から10日まではその6倍の653人、1月11日から20日までは5417人に増加していたとも報告している。

#### 2020年1月
- 1月1日、武漢警察が「インターネット上で虚偽情報を掲載した」として医師ら8人を呼び出した[129][130][131]。李医師も当局から31日未明に呼び出され、デマを流したとして「自己批判文」への署名を強要された[126]。
- 1月3日、武漢市公安局が、「社会秩序を混乱させた」「デマ伝播者」の一人として李文亮に訓戒処分を下した[126][132][133][134]。
- 1月6日-1月10日、武漢市両会（「人民代表大会」「政治協商会議」）。両会期間は「円満成功」が至上命題であり、負のネガティブな情報は報告されないため、武漢政府は1月6日から10日にかけての両会期間中は感染者を公表しなかった[126][135]。また1月6日には武漢の湖北新華医院が、新型肺炎に関する情報を外部に漏洩するなと院内に指示した[126]。
  - 同6日、武漢の湖北新華医院が新型肺炎に関する情報を外部に漏洩するなと院内に指示した[126]。
  - 同6日、中国疾病予防管理センターが緊急措置を党中央に求めたが、翌7日の会議では受け入れられなかったと後に香港紙「明報」は報じている[126]。
- 1月10日頃から1月25日の春節にかけて大型連休(春運)が始まり、延べ30億人の大移動が始まった[126]。
- 1月11日-17日、湖北省両会。1月12日から17日にかけての湖北省の両会期間中にも感染者は公表されなかった[126][135]。
- 1月17日、習近平総書記（国家主席）はミャンマー訪問[126]。
- 1月18日、武漢の集合住宅地「百歩亭」には18万人が住むが、ここで4万世帯以上が料理を持ち寄る万家宴が実施された[126][136]。当局は放置した[126]。この催事で感染拡大に拍車がかかったとみられる[136]。
- 1月19日から21日まで、習総書記は雲南省視察[126]。

##### 公式発表（1月20日）

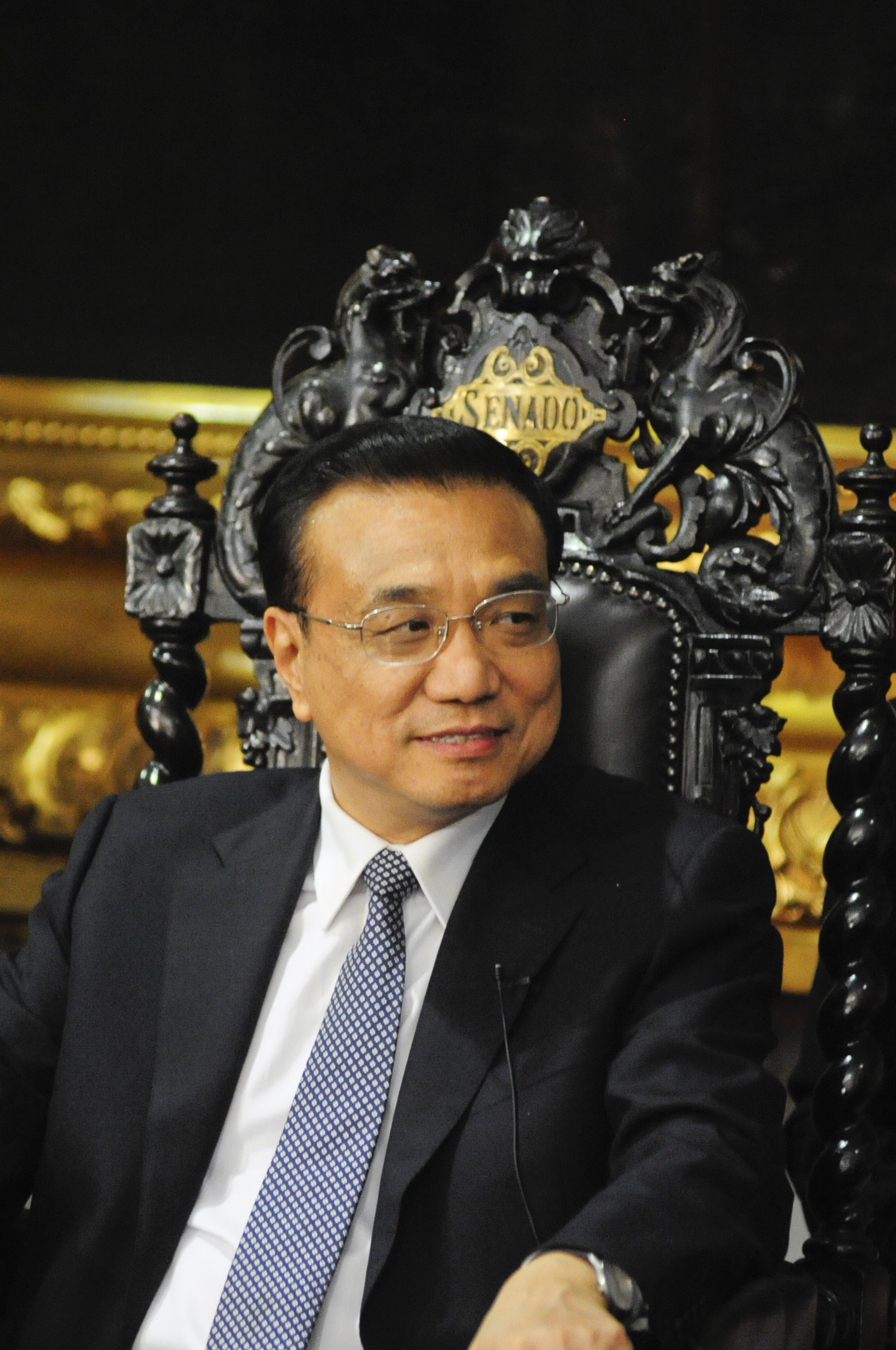
李克強国務院総理

- 1月20日午前、李克強総理は国務院に中国国家衛生健康委員会（国家衛健委）の鍾南山を呼んで報告を聞き、リスク意識の強化を指示した[126]。午後、習近平総書記は「感染蔓延の阻止」「迅速な情報開示」を指示した[126]。夜、鍾南山は国営テレビで「武漢でヒトからヒトへの感染が発生した」と警告し、武漢に行かないように呼びかけた[137][138]。また、1月24日から始まる旧正月の年末年始に伴う大規模な人の移動が予想されるため、保健機関は警戒した[139]。
それまで武漢以外の地域から感染情報がないのはおかしいとインターネットで語られていたが、習近平総書記の指示以降、各地方政府から情報が開示されるようになった[126]。これはネガティブな情報（感染情報）を中央に報告することで失脚や更迭などの処罰を受けることを地方政府が恐れていたためともいわれる[126]。
- 1月21日-22日、李克強総理は青海省視察[126]。また国営中央テレビは習総書記の雲南省視察を放映し続けた[126]。他方で湖北省の蔣超良書記らが春節祝賀に参加していたことが国民から批判された[126]。
- 1月23日、中国共産党中央政治局常務委員会からの指示で武漢市が感染拡大を防ぐための都市封鎖を宣言した[140]。バス、地下鉄、フェリー、長距離バスを暫時停止、空港も鉄道駅も閉鎖された[140]。同日開催された春節祝賀会で習総書記は祝辞を述べただけで新型肺炎には一切触れなかった[126]。
- 1月24日、「湖北日報」記者張欧亜はツイッターで「武漢幹部は交代せよ」と述べ、即時削除されたが、処分はされなかった[126]。

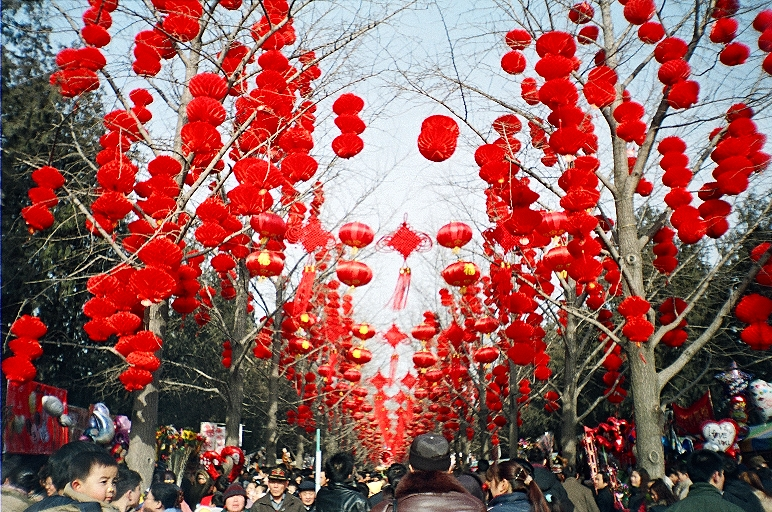
北京地壇公園の旧正月（春節）

- 1月25日（春節）党中央は、政治局常務委員会議を開催し、国営中央テレビは通常は放映しない会議の異例の放送を行った[126]。政府は27日からの海外旅行禁止を決めた[注 1]。
- 1月26日、中国政府は人の移動と群集を減らすために、春節の連休を3日延ばすことや各種学校の授業開始時期の先延ばしに関する通達を発表した[142]。翌27日に浙江省、上海市が企業の操業再開を2月10日以降とし、教育機関の開講を2月17日以降とする旨を省内の関連機関へ通達した。後に各省が通達した再開時期は同上と前後する期日であったが、発生源とされる湖北省は操業再開を2月14日に延期すると公表している。

#### 2020年2月
- 2月3日、武漢市は、臨時施設の方艙医院の設置を決定し、決定から29時間後に4000病床を設置（のち1万3467床）し、5日から患者を受け入れた[143]。
  - 同日、習近平総書記講話。
- 2月4日、清華大学法学院の許章潤教授が習指導部は「最初は口を閉じて真相を隠し、その後は責任を逃れ、感染拡大を防ぐ機会を逃した」と批判した[144]
- 2月5日、政府は微博（ウェイボ）や微信（ウィーチャット）、ByteDance（字節跳動）の抖音（ドウイン）などのソーシャルメディア・プラットフォームで「的を絞った監督」をすると発表した[145]。
- 2月13日、蔣超良湖北省書記は更迭され、応勇が後任された)[146]。同日、武漢市長の馬国強も更迭され、王忠林が後任した[126][146]。背景には中央政府が地方政府の責任にする責任転嫁があったとされる[126]。
- 2月14日、中国国家衛生健康委員会の曽益新副主任は、国内の無症状病原体保有者について情報公開の対象外であるとし、保健当局の内部のみで報告すると説明した[147]。ここでPCR検査で陽性であっても発熱や咳のような症状がなければ感染者として発表しないという基準に変更された[148]。
- 2月16日、党誌「求是」に掲載された2月3日の習総書記の講話全文に講話当日はなかった「武漢肺炎発生後の1月7日に私が主宰した政治局常務委員会議の際、予防・抑制対策について要求を提出した」と文が追加され、感染症対応がこれまでの1月20日から1月7日に前倒しされた[126]。しかし、この前倒しに対しても、習総書記が「1月7日から対応していたなら、ミャンマーや雲南省に視察していたのはなぜだ」という批判が起こった[126]。
  - 同日、湖北省政府は同省全域に封鎖を宣言した[149]。緊急車両など許可を得た車以外の通行を禁止し、不必要な外出や会合への参加に対しては強制措置を取ると宣言した[149]。生活必需品も集団購入して配送する配給制となった[149][150]。
- 2月17日、同省孝感市は市民の外出を禁止し、違反行為には一律で十日以下の拘留を課すと通知した[149]。また、麻城市は自ら症状や他人の症状を通報した人に五百元（約7800円）の奨励金を支払うとした[149]。
- 2月18日、武漢政府が非感染者の指定病院を公表[151]。
- 2月23日、習近平総書記は建国以来、最重大の衛生事件であり、大きな試練であるとテレビ電話会議で述べた[126]。
- 2月27日、習近平総書記は著書「大国戦『疫』」（中国共産党中央宣伝部編集）を出版し、「習同志が指導した防疫戦争の全貌を紹介する」と習政権のウイルス対策をアピールした[152][153]。しかし、インターネット上で「子どもは学校に行けず、武漢人は外出もできないのに（感染症への）勝利を口にするのか」などと反発が広がり、3月1日に購入できなくなった[152]。
- 同27日、中国国家衛生健康委員会の鍾南山グループ長は「感染拡大は最初に中国で起きたが、発生源は必ずしも国内とは限らない」と発言した[152]。また中国では「4月末までに感染はほぼ抑制される」と予測を述べた[154]。
- 2月29日、中国共産党機関紙「人民日報」は「私たちの暮らしは蜜よりも甘い」と題した記事を掲載した[155]。

#### 2020年3月
- 3月1日、中国政府はインターネット規制を強化する「ネット情報コンテンツ環境管理規定」を施行した[155]。
- 3月2日、習近平総書記は清華大学などの視察の際、「ウイルスがどこからきたか明らかにするべきだ」と述べた[152]。
  - 同2日、湖北省副省長は湖北省内ですべての感染者と疑似感染者が入院し治療を受けていると発表した[156]。
- 3月4日、国営新華社は「世界は中国に感謝するべきだ」と主張した[152]。中国各種メディアは、アメリカ、日本、韓国などの対策が不徹底とし、「中国の制度の優位性」を強調した[152]。
- 3月5日、中国外務省の馬朝旭次官は「世界の公共衛生に対する中国の貢献は、全世界で認められた」と訴えた[152]。同日、趙立堅副報道局長はFOXテレビの司会者ジェシー・ウォターズが「中国は世界に謝罪するべきです」との発言に対して「ウイルスの発生場所について定説はなく、中国と他の国のいずれも被害者だ」「中国の感染症対策は責任ある大国のあるべき姿だった」とし、2009年にアメリカなどを中心に流行したインフルエンザに対して誰もアメリカに謝罪を要求しなかったと反発した[152][157]（後述）。
  - 3月5日に開催予定だった全人代は延期された[126]。
- 3月6日、前任者に代わり、習指導部の肝いりで異動した王忠林武漢市党委書記は「武漢市民は習近平総書記と中国共産党に感謝すべきだ」と強調し、「感恩教育」を展開した[158]。しかしインターネット上では当局の削除が間に合わないほどの批判で溢れたため、「武漢市民に感謝する」と方針を転換させた[158]。
  - 同6日、アメリカのマイク・ポンペオ国務長官が「こうした事態を引き起こしたのは、武漢コロナウイルスだ」と発言したことに対して、趙報道官は証拠なしに『中国ウイルス』と呼んで中国に責任を押しつけようとしている」とし、ウイルスの発生源が中国かどうかは結論付けられていないと反発した[159][160]。
- 3月10日、習近平総書記（国家主席）が初めて武漢市を訪問[158]。習総書記は「武漢市民は英雄だ」とし、「自宅待機が長くなり不満の一つも言いたくなるのは理解できる」と市民に配慮する発言もした[161]。環球時報は武漢訪問について「楽観的な気分となり、春の雰囲気が盛り上がった」と報じた[158]。
  - 同10日、武漢の臨時施設方艙医院が全て休止された[143]。
  - 同10日、テドロスWHO事務局長は中国国営CCTVのインタビューで、中国政府のリーダーシップと国民の協力を称賛し、「国際社会は中国が勝ち取った機会を十分利用すべきだ」と述べた[161]。
- 3月11日、党機関紙「人民日報」は「武漢の名は英雄として歴史に再び記される」と習総書記が述べた言葉を1面の見出しに使った[153]。
  - 同11日、WHOのテドロス事務局長は世界での流行事態について「パンデミックと言える」「過去の2週間で中国以外での感染者数は13倍に増え、国の数は3倍になった」と発表[162]。
- 3月12日、中国の衛生当局は、湖北省では武漢以外でこの1週間、新たな感染例はなく、他省の新たな感染例の大多数は海外から来たもので「中国は感染のピークを越えた」と宣言[161][163]。
  - 同12日、アメリカのオブライエン大統領補佐官が武漢での感染の発生状況が中国政府によって隠蔽されたために、世界が対応が遅れたと発言したことを受けて[164]、趙報道官は「アメリカ軍が感染を武漢に持ち込んだかもしれない」とし、アメリカはデータを公開し中国に説明せよとTwitterに投稿した[157][165]。さらにウイルスの発生源が米軍の研究施設と推測する記事も紹介した[166]。同日、華春瑩外交部報道局長も「中国の新型コロナウイルスと呼ぶのは絶対的に間違いで不適切」とTwitter上で反論した[167]。
  - 同12日、イタリア支援に向け四川省の大学と中国赤十字の専門家チームが出発。中国メディアは『一帯一路の絆は強くなり、中国への感謝の声があふれていると伝えた[161]。イタリアはG7で唯一中国の巨大経済圏構想の一帯一路に参加している[161]。
- 3月13日、WHOのテドロス事務局長は「今や欧州がパンデミックの中心地となった」と述べ、感染防止の主戦場が中国から欧州に移ったとの認識を示した[168]。
  - 同13日、中国外務省の耿爽副報道局長は、米政府高官らが中国とウイルスを結びつける発言について中国への攻撃だと非難した[166]。
  - 同13日、趙立堅報道官は「日本のテレビ朝日が「新型コロナウイルスの発生地は中国ではなく、アメリカである」と報道したと紹介する陰謀論サイトGlobalresearch.caの記事を紹介した[169]。
- 3月15日、北京大学の姚洋国家発展研究院長が「地方当局者は『新たな感染者を１人でも出せば処分する』という指令を受けている」とし、中国政府は感染症鎮圧の目標達成を装うために統計を改ざんしていると異例の指摘をした[148][170][171]。
- 3月16日午前、欧州など各地の感染者数が初めて中国本土を上回った[168]。
- 3月16日、ノーベル文学賞受賞作家のマリオ・バルガス・リョサがパンデミックの原因は中国の情報隠蔽であり、独裁体制にあるとスペイン紙で主張したことに対して、耿爽中国外務省副報道局長は、リョサが無責任で悪質だと反発した[172][173]。
  - 同16日、中国の楊潔篪外交統括役はアメリカのポンペオ国務長官との電話会談で、「中国に泥を塗るたくらみは思い通りにならず、中国の利益を損なう行為は必ずや毅然とした反撃に遭う」とアメリカ側の対中批判に抗議した[174]。ポンペオ長官も中国はデマを用いてウイルス発生の責任をアメリカに転嫁しようとしていると反論した[174][175]。
- 3月22日、北京での入国感染者急増を受け、中国民用航空局は北京首都国際空港着の国際航空便を天津浜海国際空港、フフホト白塔国際空港、太原武宿国際空港など数カ所に分流することを指示した[176][177]。
- 3月26日、習主席がG20の緊急ビデオ首脳会議に参加し、「ウイルスに国境はなく、感染拡大は共通の敵だ」と述べ、G20に共同の政策、関税の減免、貿易保護の取消、融通の強化を呼びかけた[178]。G20は「ウイルスは国境にとらわれない。この共通の脅威に対して共同戦線を張ることに強くコミットする」とする共同声明を発表した[179]。
  - 同26日、中国外務省は28日からビザを保有する外国人も入国を禁止する措置を発表した[180]。
  - 同26日、中国民用航空局は「5つの一」政策を発表。つまり1つの国内航空会社は1つの国との間の航路を1つしか維持できなく、1週間に1便しか運行しない。また、1つの海外航空会社は中国との間の航路を1つしか維持できなく、1週間に1便しか運行しない[181]。
- 3月27日、習国家主席とトランプ大統領は電話会談を行い、ウイルス対策で緊密に連携することで一致した[182]。
  - 同27日、中国共産党は中央政治局会議を開催し、ウイルスによる経済への打撃に対して財政出動を拡大し、13年ぶりに特別国債を発行する方針を決定した[183]。
  - 同27日、湖北省経済・情報化庁と中国建設銀行湖北省支店が協力合意に調印し、政府と金融機関の協調メカニズムを通じて、今年は中小企業と零細企業に新たに500億元の融資を行うとした[184]。

### 都市封鎖
2020年1月23日午前2時、中国共産党中央政治局からの指示で武漢市対策本部が「第1号通告」で感染拡大を防ぐための都市封鎖を宣言した。同日10時から市内のバス、地下鉄、フェリー、長距離バスを暫時停止、空港も鉄道駅も閉鎖された。
2月16日、湖北省政府は、同省全域に封鎖を宣言した。緊急車両など許可を得た車以外の通行を禁止し、不必要な外出や会合への参加に対しては強制措置を取ると宣言した。生活必需品も集団購入して配送する配給制となった。この封鎖措置によって、同省住民約6千万人が外出禁止に近い状態となり、省都武漢以外では医療体制がもともと貧弱で、感染すると十分な治療を受けられない可能性があった。
2月17日、孝感市は市民の外出を禁止し、違反行為には一律で十日以下の拘留を課すと通知した。また、麻城市は自ら症状や他人の症状を通報した人に五百元（約7800円）の奨励金を支払うとした。
2月18日、武漢政府が非感染者の指定病院を公表。3月2日、湖北省副省長は湖北省内ですべての感染者と疑似感染者が入院し治療を受けていると発表した。
2月24日、武漢市当局は市内滞在の市外戸籍者の帰還許可を出したが、数時間後に上級機関の許可ができていないとして撤回した。
3月6日、中国国務院は、流行の初期段階で湖北省の3,000人以上の医療スタッフが感染し、そのうち40％が病院での感染（院内感染）であったと発表、また中国各地から湖北省へ派遣された4万以上の医療関係者はまだ感染が報告されていないと発表した。この都市封鎖によって深刻な医療崩壊（後節参照）も起きている。
4月8日、武漢市に対する封鎖が解除。
2022年3月28日以降、上海市では感染者が急増したことに伴い、厳格なロックダウンが実施されている。当初は2分割して東側と西側の順番でロックダウンを実施する予定であったが、同年4月5日に全市を対象とした無期限のロックダウンに切り替えられた。長期にわたるロックダウンの影響で食糧不足も発生するなど、市民生活にも影響を与えている。その一方で4月16日には、生産活動継続・再開の条件となる感染予防ガイドラインを発表し、市内の産業活動再開に向けて動き出すことになった。

### 方針転換後
その後も全国各地で大規模なロックダウンが度々実施されていたが、同年11月にウルムチの高層ビルの火災により死者が発生したことで、中国全土でロックダウンに対する反発が高まり、その後は白紙革命などの大規模な抗議活動に発展した。これを受け、2022年12月7日の国務院の「新十条」政策の発表により、中国は大規模なPCR検査とQRコードに基づくゼロコロナ政策と都市封鎖をやめ、自主健康管理の容認や高齢者へのワクチン接種の促進などで「ウィズコロナ」への方針転換が始まった。しかし、環球時報の元編集長胡錫進によると、7日前後に北京市で発表した感染者数より遥かに多くの人はコロナの症状を呈したため、逆に政府が虚偽の数値を公表しているではないかとの疑義が生じた。
2023年1月8日を最後に、中国政府は感染者の発表を終了しており、方針転換後感染爆発が起きたと見られている。実際、 北京大学国家発展研究院の馬京晶副教授らの報告では 地域別の感染率で甘粛省は約91%、雲南省は約84%、青海省は約80%に達したと推計している。この報告によると中国の累計感染者は約9億人で、総人口の64%に達したとされている。 また、英医療調査会社エアフィニティは、2022年12月の累計死者数は32万人を超えたと発表している。

### 臨時病院の建設
- 2020年2月2日、武漢市は、感染確定患者、感染の疑いがある患者、発熱患者、濃厚接触者という4種類に分けて隔離を行うよう指示した[143]。
- 2月3日、受け入れる施設の容量が不足していたため、武漢市は、臨時施設の方艙医院の設置を決定した。決定から29時間後に4,000床以上の病床が設置された[143]。
- 3月10日、方艙医院全てが休止となった。

最終的に、方艙医院は16か所が設置され、病床数は1万3467床に達し、休止されるまでの約30日間に軽症患者約1万2000人を受け入れた。
国家衛生健康委員会の馬暁偉は、方艙医院の設置について「今後、公衆衛生上の緊急事態や深刻な災害、感染病の流行などが発生した場合に対応し、医療資源の増強を速やかに組織する上で新たなモデルケースとなった」と強調した。

### 検査体制
2020年2月5日に中国疾病制御センターは「無症状感染者を確定患者数に含める指示したが、2月7日に無症状感染者は単独で別途の人数とすると変更した。
2月12日以前は、症状、CTスキャン、PCR検査の3つの条件がそろわないと「確定患者」には分類されていなかった。
しかし、防疫案第四版で、無症状感染者と確定患者を分けて管理するという方針を採用した。PCR検査キット数が不十分だった湖北省に限り「症状とCTスキャン」で診断されれば患者とみなすようになった。こうして感染者の分類は以下のようになった。
1. 確定患者（症状+CT+PCR陽性）
2. 臨床診断患者（症状+CT）（湖北省限定）（この内PCR陽性者は1に分類）
3. 疑似感染者（症状+CT）（湖北以外）（この内PCR陽性者は1に分類）
4. 無症状感染者（PCR陽性）

この基準の採用を開始したのが2月12日だったため、湖北省ではその日だけ患者数が激増した。
2月14日、国家衛生健康委員会が「無症状感染者に関しては対外的に公表しないと決定した」と公言した。

### 監視体制
中国政府は、スマートフォンの位置情報の収集かつ3億台近い監視カメラによる顔認識で、患者およびその患者と接触した「濃厚接触者」の行動を追跡する監視システム（天網）を駆使した。発見された濃厚接触者には検査が強制された。
江西省瑞昌市、遼寧省阜新市、広東省広州市などでは公安当局がドローンやロボット、ヘルメットマウントディスプレイを通じたサーモグラフィーによる体温監視や消毒剤の散布、マスクを着用しない市民への警告などを行った。
無症状感染者は、臨時施設の方艙医院（コンテナ病院）に隔離し、14日後に無症状かつPCR検査で陰性であれば、さらに24時間後の再度検査で陰性であれば隔離を解除する。14日後に陽性の無症状者は隔離を続けた。

### 情報統制・プロパガンダ
国営メディアは、習近平総書記が2020年1月7日（当初は1月20日と位置付けていたが前倒しした）以来、会議や外交や指示を行ってきたと、指導力の卓越さを強調し、習近平総書記の指導力があったからこそ、中国は早期に感染拡大を終わらせ、世界に貢献したと宣伝(プロパガンダ)する狙いがあるとみられている。

#### 宣伝書籍「大国戦“疫”」
2020年2月27日、習政権と中国共産党中央宣伝部は、著書「大国戦『疫』:2020 中国阻撃新冠肺炎疫情進行中」を出版し、「習同志が指導した防疫戦争の全貌を紹介する」と習政権のウイルス対策をアピールした。同書は習総書記の指示と演説内容を紹介し、「領袖の決断」を称賛して、新型コロナウイルスとの戦争における最高指導者の役割を強調した。国営メディアは「本書は中国共産党の指導者と中国の特色ある社会主義制度の顕著な優位性を明らかに示した」と賞賛した。
しかし、インターネット上で「子どもは学校に行けず、武漢人は外出もできないのに（感染症への）勝利を口にするのか」などと反発が広がり、3月1日に購入できなくなった。

#### 感恩教育 (党への感謝の強制)
- 2020年3月6日、前任者に代わり、習指導部の肝いりで異動した王忠林武漢市党委書記は「武漢市民は習近平総書記と中国共産党に感謝すべきだ」と強調し、「感恩教育」を展開した[158][206]。しかし、この「感恩教育」は中国国民に怒りを引き起こし、インターネット上では当局の削除が間に合わないほどの批判で溢れたため、「武漢市民に感謝する」と方針を転換させた[158][206]。
- 3月7日に「長江日報」は「在全市开展感恩教育　形成强大正能量（感恩教育で強大な能力を）」と感恩教育について報じたが、これは削除された[206]。
- 3月8日、湖北省党委員書記应勇（応勇）は、武漢の人々が「党の統制措置を積極的に支援し、協力した」と称賛した[206]。当局は箝口令を出し、メディアが「感恩教育」事件について言及することを禁じた[206]。
  - 同日、「長江日報」は、王忠林武漢市党委書記と武漢政府は武漢市民の貢献に心から感謝していると報道した[206]。
- 3月10日、武漢入りした習近平総書記も「武漢市民は英雄。全党全人民はあなたがたに感動し、感謝している」と述べ、方向転換した[158]。

感恩教育事件の後、ジャーナリスト褚朝新は、「あなた（当局）は人民の公僕であり、あなたの仕事は人々に奉仕することです。しかし、あなたが仕える人々は破壊され、死に、病気になっている。恥ずかしく思うべきだ。」と良心があれば武漢の人に感謝を強制することはしないと批判した。
中国共産党では公務員は「人民の公僕」とされたが、習政権では「父母官（父母のような公務員）」とされ、小学校の教科書などでも説かれた。これは毛沢東の「感恩領袖 (感謝される指導者)」にもとづく。
医療関係者として武漢病院での情報隠蔽を内部告発した後死亡した李文亮医師の例でも、中国のソーシャルメディアは当局への怒りを示した。

#### 検閲と言論統制
李文亮医師の告発がネットで知られていくにつれ、中国政府は検閲や情報統制、言論統制を強化していった。
- 2020年2月5日、政府は微博（ウェイボ）や微信（ウィーチャット）、ByteDance（字節跳動）の抖音（ドウイン）などのソーシャルメディアの監視を強化すると発表した[145]。
- 2月6日夜、中国メディアは李文亮の死去を報道した[207][208][209][210][211][212]。

##### 医師の告発
李文亮
李文亮医師は、艾の投稿を紹介して早期に警鐘を鳴らしたが、武漢の公安当局から訓戒処分を受け、その後新型肺炎で死去した。
- 2019年12月30日午後6時42分、李医師は「コロナウイルスの感染が確認され、どのタイプかまだ調査中」などSNSの医師グループで発信したが、31日未明に当局に呼び出され、デマを流したとして「自己批判文」への署名を強要された。
- 2020年1月3日、武漢市公安局が「社会秩序を混乱させた」「デマ伝播者」の一人として李文亮に訓戒処分を下した[126]。
- 1月9日、李文亮医師は高齢の患者に発熱や肺炎の症状が現れたため新型肺炎を強く疑った[213]。翌10日、李医師自身も咳や発熱などの症状が現れた[214]。12日、李医師は入院し、集中治療室で隔離治療を受け始めた[131][215]。しかし、1月30日まで何度も核酸検査を受けたが、陽性ではなかった[131]。
- 2月1日に李医師の感染が確認され[215]、同日、彼の両親や同僚医師の感染も確認された[216]。2月6日、死去した。34歳没。

艾芬
2019年12月30日、ウイルス検査を担当していた武漢市中心病院救急科主任の艾芬医師は原因不明の肺炎患者のウイルス検査報告を医師のSNSチャットグループに投稿した。
- 処分は受けなかったが、2020年1月1日、勤務先の病院経由で武漢政府から「パニックを避けるため、情報を外部に公表してはならない」と通知され、その後、病院幹部に「デマを流した」と責められ、今後は一切口外しないよう厳命された[127][217]。
- その後、病院では肺炎患者が急増し、艾は1月初旬に「人から人への感染」を確信するが、発言できなかった[127][217]。中国政府が人から人への感染を認めたのは2020年1月20日になってからだった[127]。艾芬医師は「もし1月1日に皆が用心できていれば（情報が公表できていれば）、このような多くの悲劇はおきなかった」と後悔の念を述べた[218]。
  - 李文亮医師は艾医師の同僚で、艾の投稿を紹介して早期に警鐘を鳴らした[127][217]
- 2020年3月10日にインターネットで閲覧できる共産党系の中国誌「人物」に公開した記事「笛をくばる人」で、武漢政府による口封じがあったと発表した[127][158][217][218][219]。
  - 艾芬の記事は投稿後2時間で当局に削除されたがSNSなどで転載され続け、「言論の自由」を求める声が中国国内で高まった[127][219]。記事は英語、日本語、ドイツ語に翻訳されたが、これは削除されていった[217]。さらにAI（人工知能）を用いた検閲から削除されないよう、写真、篆書体や甲骨文字や毛沢東の書体などの書道、DNA配列、点字、楽譜、逆さ読み、QRコード、バーコード、モールス信号、絵文字など33種類の形式で転載されていった[158][217][219]。
- 3月10日の艾芬医師の告発以降、中国国内をはじめ各地で中国政府の初動体勢が批判されている（後述）。
  - 検閲当局は3月11日夜以降は転載記事は削除されなくなった[217]。インターネット上では「（李医師と）同じ悲劇を繰り返すな」「これ以上の言論封殺は許さない」など批判が続いた[217]。
- これに対し、人民日報の姉妹紙『環球時報』は「これは不満を表した一種のネット上の芸術だ。大したことではない」と言及した[158]。3月11日、胡錫進同紙編集長はSNSで「中国ではネット上に集まった意見は、削除されても政策には反映される」と述べた[217]。

##### 市民ジャーナリスト
2020年2月初頭、武漢の現状をスマートフォンなどを用いてTwitterやYouTubeなど外部に発信したことで、北京の弁護士の陳秋実や武漢市民の方斌、中央テレビの元キャスターの李澤華などの市民ジャーナリストが拘束された。
- 2020年2月4日、北京の弁護士陳秋実はインターネットへの投稿を最後に消息が途絶えた[220][221]、発熱していなかったにもかかわらず、感染の危険があるため強制的に隔離されたといわれている[220]。
- 2月7日、方斌は強制連行のため集団が部屋に押し入ってきた動画を投稿して以来消息が途絶えた[145]。

##### 統計の改ざん
- 2020年3月15日に北京大学の姚洋国家発展研究院長は論文で「地方当局者は『新たな感染者を1人でも出せば処分する』という指令を受けている」と異例の指摘をした[148][170]。湖北省では3月18日-19日に新たな感染者が確認されていないが、中国は感染症鎮圧の目標達成を装うために統計が改ざんされていると指摘された[148][171]。
  - 中国当局は2月14日に検査で陽性であっても発熱や咳のような症状がなければ感染者として発表しないという基準に変更していた[148]。
- 3月22日、サウスチャイナ・モーニング・ポストは、2月末時点で中国の感染者4万3000人以上が「無症状」を理由に統計から除外されていたと報じた[222][223]。無症状者は感染者全体の3分の1とみられ、2月末の中国の公式発表約8万人に症状者を含めると12万人を超える[223]。無症状患者は医療監視下に置かれたという[223]。
- 3月23日、新規感染がないと当局は発表しているが、武漢では現在も1日に数人〜十数人の無症状陽性患者が出ていると中国疾病対策予防センターの匿名の職員が財新に明らかにした[51]。

## 中国政府の対応への評価

### 肯定的評価

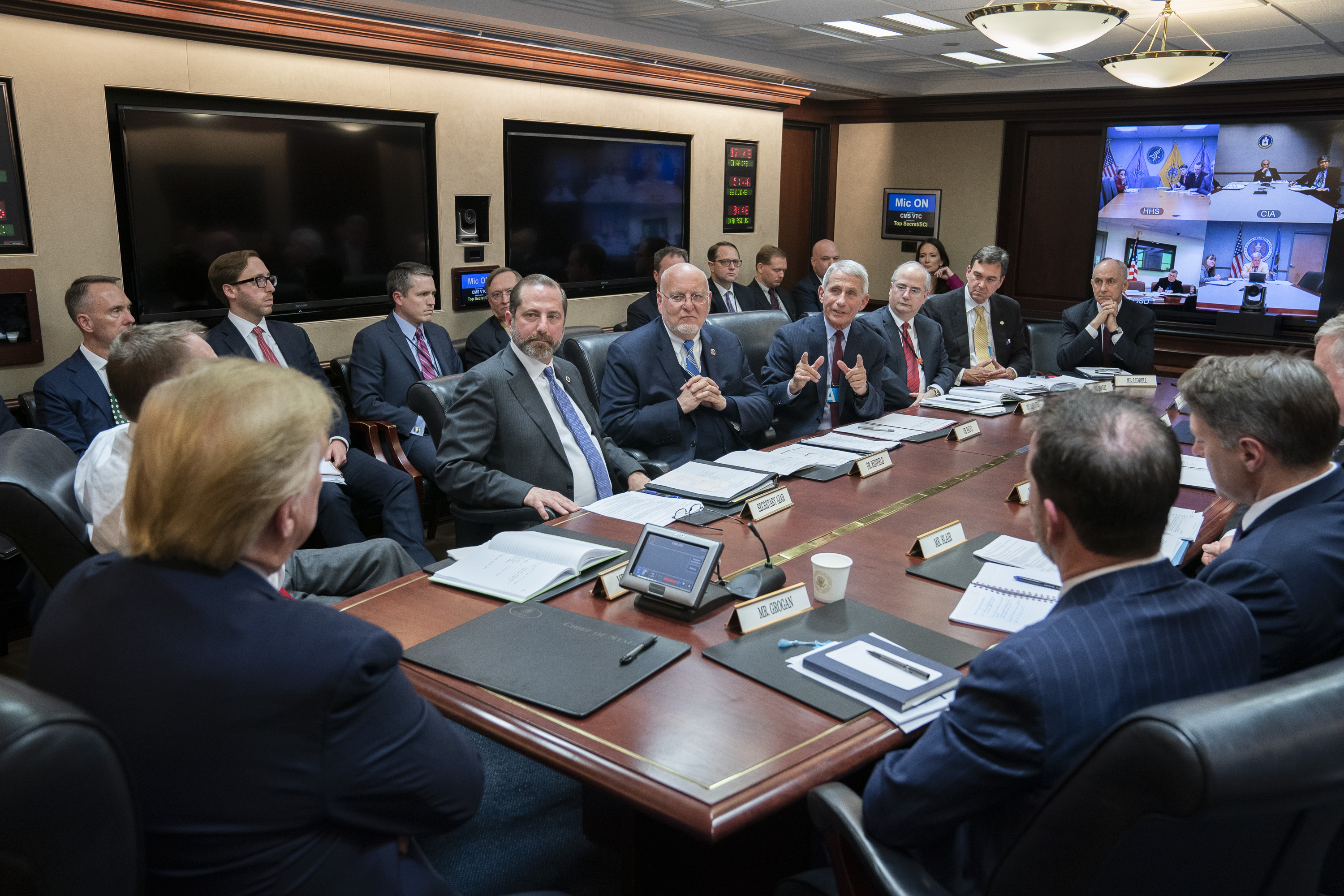
1月29日、中国におけるコロナウイルスに関する概要の説明を受けるアメリカのトランプ大統領。

感染の拡大が武漢市に集中していた2020年1月時点では、ウイルスに対する中国の対応は、2003年のSARS流行時と比較して、一部の外国の首脳らから称賛された。
- アメリカのドナルド・トランプ大統領は2020年1月24日にTwitter上で「アメリカ国民を代表して」中国の習近平国家主席（党総書記）に謝意を表し、「中国はコロナウイルスを封じ込めるためにとても懸命に働いている。合衆国は彼らの頑張りと透明性に大いに感謝している」と述べ、「すべては丸くおさまるだろう」と断言した[225]
- ドイツのイェンス・シュパーン（英語版）保健相はブルームバーグテレビのインタビューに答え、2003年のSARSに対する中国の対応と比較して、次のように述べた。「SARSの時とは大きな違いがある。はるかに透明性の高い中国がいるのだ。中国の行動は既に初めの数日でずっと大きな効果を上げている」シュパーン保健相は中国のウイルスへの対処における国際協力と国際交流に関しても称賛している[226][227]。
- シンガポールのハリマ・ヤコブ大統領は習主席（総書記）に宛てた親書の中で、中国の国民の健康を守る「迅速で断固とした包括的な対策」に拍手を送り、リー・シェンロン首相も「中国のウイルスの影響が及んだ地域における揺るぎない断固とした対応」に言及した[228]。
- ロシアのウラジーミル・プーチン大統領も同様の感情を示した[229]。

中国江蘇省南京市在住の日本人監督、竹内亮は医療現場を取材し「新型コロナウイルスは、封じ込める事が可能である」と、身をもって体験したと述べた。また、南京市は中国が「世界の工場」であることで、買い占めが全く起こらなかったと証言した。93人の感染者を収容しながらも死亡者０、医療従事者の感染者も０の結果を出した病院を取材し、AIロボットまで使い、感染症専門医と基礎疾患専門医でチームを作り、同時に２つの病気を治療する方法を採用した病院の対応を高く評価している。
この他、中国政府に対する評価ではなく中国のカトリック共同体に対して向けられた発言であるが、2020年1月26日にフランシスコ教皇は、バチカン市国のサン・ピエトロ広場で行われた日曜ミサで「ウイルスの流行と闘うため、中国のカトリック共同体による大いなる献身が既に施されている」と称賛し、「中国全土に広がったウイルスが原因で病苦に遭っている人々」のために締めの祈りを開始した。
3月には、中国メディアによると習主席（総書記）はアントニオ・グテーレス国連事務総長と電話会談し「中国は感染国に援助し、国連やWHOの行動を支持する。すでにWHOには2000万ドルの援助を申し出た」と伝え、グテーレス事務総長は「中国には今後も世界でリーダーシップを発揮してほしい」と感謝した。

### 国内からの批判
北京市民で北京大学法学部出身の薛扶民氏がネット上で実名の告発文を発表し、『大国戦「疫」』や「私たちの生活は蜜より甘い」などのプロパガンダを展開している中国共産党の宣伝担当の王滬寧に辞任を要求した。薛氏は告発文で、王滬寧が「ひたすら『戦績』を吹聴したことで、共産党と中国が嘲笑の的となった」と批判し、「ウイルスを世界に蔓延させたことに謝罪すべきだ」と主張した。
北京の作家、王蔵本氏は2020年3月4日、ラジオ・フリー・アジア（RFA）の取材で、薛の勇気を称賛し、「私たちは再度、独裁政権のプロパガンダが天理人性に背反することを認識することができた。疫病の惨烈さや苦難に満ちた命の悲劇が、多くの人を目覚めさせている」と述べた。
ニューヨーク市立大学政治学科の夏明教授は「習近平政権は、新型肺炎が政権発足以来、最大の危機だと表現している。王滬寧氏は性急なプロパガンダを展開した」と分析した。

#### 武漢官僚の「やらせ」批判
2020年3月5日、孫春蘭副総理ら中央指導組は食料や医薬品の配給状況を聞くため、武漢市の高層マンション地区を視察した。3月6日までにSNSのウェイボーに、住民が孫春蘭副総理らに罵声を浴びせる様子を捉えた映像が投稿されて拡散し、多くは削除された。生活の改善ぶりをアピールした地区管理者の「やらせ」に批判が集まった。映像では、地区管理者はボランティアと「野菜や肉は各家庭に着実に届いている」と報告。だが、その様子を窓から見ていた住民らが「全部ウソだ！」「何にも来ない！」「庶民は値段の高い食材を買わされている」と叫び声を浴びせた。ボランティアも用意されたやらせで、批判された。
人民日報は同6日の記事で、映像には触れずに「地元当局が肉や野菜を届けているかのように装っているが、実際には行き届いていないと訴えている」と伝え、「中国政府は湖北省や武漢市に徹底した調査とともに、形式主義や官僚主義を断ち切るよう求めた」として住民の要望に対応するとした。
香港の有線電視などはこの動画を放送し、当局からの削除を受けていない。動画が削除されない背景には、かつての北京で頻繁に見られた地方からの直訴と同じ構図があり、党中央は地元政府に反発する武漢市民の声を真摯に聴くという姿勢を見せているためでないかと指摘されている。

### 海外からの批判

#### ドイツ
2020年3月11日、ドイツ連邦保健省、シュパーン保健大臣、独疾病予防ロベルト・コッホ研究所（RKI）ロザール・ウィラー所長は共同でプレスリリースを発表し、中国の強制的な隔離措置はウイルスが世界から消えることを意味しないとし、隔離は感染者の急増を防ぎ緩やかにする効果は期待できるが、新規感染の数を減らすものではないとし、隔離の効果に過度に期待することはできないと指摘した。
また、シャリテ医科大学のウイルス学者であるクリスチャン・ドロステン（Christian Drosten）氏は、中国当局のデータは意図的に操作されており、信頼に値しないとし、「中国はこの問題を終わらせようとしている。態度を180度変えた。今は、新たな感染者がすべてイタリアから来ているという印象を与える操作を行っている」とし、また、「中国の社会活動が元通りになれば再流行が起こるだろう」と予測している。

#### 「5つの一」政策に対する批判
中国民用航空局が2020年3月26日に発表した「5つの一」政策により、海外帰国便の便数が大幅に減少し、航空券の価格の上昇などにより多くの海外在留者が帰国できなくなり、特に海外滞留の留学生が3月末時点で142万人に達した。これにより海外在留者の間で中国政府によるチャーター便を要求する動きが始まり、「棄民政策」との批判も高まった。

#### ウイルスの呼称・発生地に関する争議

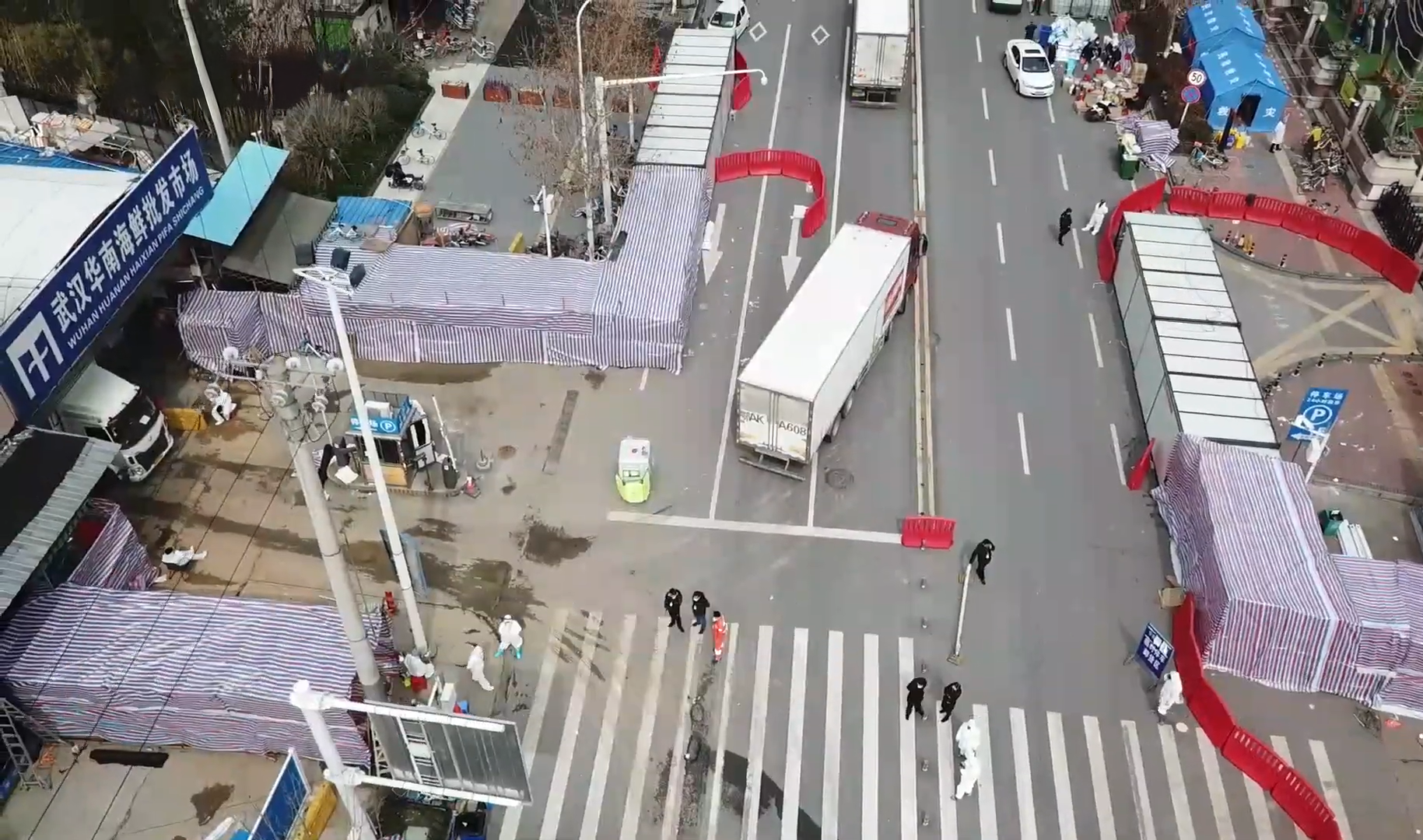
発生源とされる武漢華南海鮮卸売市場の空撮。左手に見えるのが正面玄関。消毒チームが付近の消毒を行っている（2020年3月4日）。

2020年1月以降、流行が世界全体に拡大していくに従い、中国政府の対応への批判も多数なされるようになった。また、アメリカや日本では発生の起源を明確にするためには「武漢」の名称を入れる（「武漢肺炎」「武漢ウイルス」「武漢コロナウイルス」など）ことが適切だとする意見も出てきた。中国外務省や国営メディアは「武漢ウイルス」のような言葉が出るたび火消しに走っている。
WHOは2015年に「名称についてのガイドライン」で、新たなヒト感染症・ウイルスの名称に地理的な位置、人名、動物や食品に関する名前、特定の文化や産業に関する名前を含むべきでないとする方針を定めている。武漢でアウトブレイクが発生した新型ウイルスの名称について、WHO新興感染症対策部門のマリア・ファン・ケルクホーフェ氏は2月7日に「名称によってどの場所も連想されないようにするため、暫定の名称を付けることが重要だ」とし、「多くのメディア報道が、今もなお武漢や中国を使って呼んでいるのを皆が目にしていると思う。われわれはしっかりと汚名を着せないようにしたい」と述べた。また、WHOの感染症専門家シルビー・ブリアン氏は中東呼吸器症候群 (MERS) やスペイン風邪といった地域名などを用いた呼称も、「関連する地域や民族に汚名を着せかねないために避けるべき」としている。WHO健康危機管理プログラムのマイケル・ライアン氏も「この病気に関連付けられた汚名が着せられないように期するのはわれわれ全員の責任であり、民族に基づいた個々人に対して不必要かつ無用な人物像を描いてしまうことは、全くもって全面的に容認できない」と語った。ジョンズ・ホプキンス健康危機管理センターのクリスタル・ワトソン准教授は「正式名称がないと、たとえば人々が『中国ウイルス』などの呼称を使い始めてしまい、特定の人々に対する反感を巻き起こす危険がある」と述べた。
2月11日、WHOは新型コロナウイルス (SARS-CoV-2) による疾患の正式名称を「COVID-19」に決定した。

##### 2020年2月
2月14日、「日本の尊厳と国益を護る会」の代表幹事である青山繁晴参院議員は「WHOが決めた『COVID-19』は覚えにくいし、病気の本質が理解しづらい。『武漢熱』と呼ぶべきだ」と述べた。
2月16日にジャーナリストの山田順が「武漢肺炎」「武漢ウイルス」は当初中国でもそう呼んでいたし、アメリカでも“Wuhan coronavirus”と呼んでいたとし、「わざと「武漢」を使わないほうが、偏見・差別・風評被害を助長することになる。しかも正確ではない。「新型肺炎」「新型コロナウイルス」では、知らない読者の推測を招く。つまり、読者をバカにしている。この言い方でわかるだろうと勝手に決めつけている。名称は、正確でなければならない。福島原発から福島を外してほかの言い方をするのと同じだ」と論じた。
この他、2月時点でASEANでも英語の「Wuhan Virus（ウーハン・ウイルス＝武漢ウイルス）」という呼称が用いられるようになってきているという。

##### 2020年3月
2020年3月には米中政府間でウイルス呼称に関する争議が激化した。
- 3月2日、FOXニュースで政治評論家のジェシー・ウォターズが「コロナウイルスは中国で発生したのに、私は謝罪の一言も聞いていない。ただ単に「アイアムソーリー」とさえ言えば、それは役に立つはずだ」と謝罪を要求した[157][247]。
- 3月3日、山田宏参議院議員は「中国の新聞などを見ておりますと、武漢が発生源ではない。世界に蔓延したのは日本と韓国の対応がまずいからだ！と言わんばかりの論調が目立ってきた。こういうような状況で名前を新型コロナと曖昧にしてしまいますと、どこにどう原因があったかという究明が忘れられてしまう。私はそういった点で武漢肺炎と呼ばせていただく」と発言した[248]。
- 3月4日、中国国営新華社通信は「世界は中国に感謝すべきだ」と題した論評記事を掲載した[152][161][249]。この記事によれば、武漢で肺炎が流行した時、アメリカは武漢からの帰国者の情報を発表し、中国をネガティブに扱い、中国人の入国を禁止した。これは中国を世界から隔離する政策だった[249]。CDCによると、アメリカのほとんどのマスクと薬品は中国で作られている。中国がアメリカへの輸出を禁止すればアメリカは困るが、中国は人間愛によって輸出を禁止しなかった[249]。アメリカのメディアは中国を批判してきた[249]。新肺炎の流行は中国で起こったが、発生源は中国以外の可能性もある[249]。中国と接触することない国でも感染について中国は謝罪する理由がない。中国はウイルス抑え込みに成功した。アメリカはこれまでの中国に対する不正行為について謝罪すべきだ。世界は中国に感謝している。アメリカは中国に謝罪すべきなのに謝罪していない、と主張した[249]。
- 3月5日、ジェシー・ウォターズの発言に対して中国外務省の趙立堅報道官は「ウイルスの発生場所について定説はなく、中国と他の国のいずれも被害者だ」だとしたうえで、2009年にアメリカなどを中心に流行したインフルエンザに対して「誰かアメリカに謝罪を要求したのか？」と反論した[157]。
- 3月6日、感染症の流行に関して中国政府が収めた成功について尋ねられたアメリカのマイク・ポンペオ国務長官はCNBCのインタビューで、「あなた（記者）が中国共産党に賛辞を送るのはうれしいが、こうした事態を引き起こしたのは、武漢コロナウイルスだということを忘れてはいけない」と述べた[159]。これに対して、中国外務省の趙報道官は「武漢ウイルス」「中国ウイルス」という言葉をメディアが使うのは「非常に無責任だ」とし、「裏付けとなる事実や証拠は何もないにもかかわらず、『中国ウイルス』と呼んで発生源をほのめかすことで、一部のメディアが中国に責任を押しつけようとする一部メディアの隠れた動機が露骨に表れている」とし、ウイルスの発生源が中国かどうかは結論付けられていないと反発した[159][160]。
- 3月10日、アメリカのトランプ大統領は支持者が 「中国ウイルス (China Virus) 」が世界中に拡大しているが、アメリカは国境をコントロールできれば（拡大を抑える）見込みがある」[250]との投稿をリツイートし、「我々はこれまでになく壁が必要だ」と述べた[160][251]。
  - 同日、アメリカ合衆国議会公聴会でトランプのツイートについて尋ねられたロバート・レッドフィールドCDC所長は「中国のコロナウイルス」と呼ぶのは不適切だと語った[160]。
  - 同日、日本の麻生太郎財務相は参議院財政金融委員会などで「新型とか付いてるが、『武漢ウイルス』というのが正確な名前だ」と述べた[252]。また同日、山本朋広副防衛相もTwitterで「武漢ウイルス対策への災害派遣」と述べた[252]。同日、自民党の長尾敬衆院議員が「中国は、世界にウイルスを蔓延させたのは日本と韓国の対応失敗によるものとの情報操作を始めています。だから武漢ウイルスと呼ぶ必要があるのです」と投稿し、山田宏参議院議員も賞賛した[253]。
- 3月11日、国家安全保障を担当するロバート・オブライエン大統領補佐官は、中国で武漢の医師の告発が封じ込まれたために「（感染の）発生が隠蔽され」「世界が対応するのに2か月かかった。本来であれば、中国や世界各地で起きている事態をもっと抑え込むことができた」と中国政府による情報隠蔽を批判し[157][164]、武漢へのWHOやCDCの派遣を中国が受け入れてくれれば事態は劇的に好転していたと主張した[254]。
- 同11日、USAトゥデイは「新型コロナウイルスを『武漢ウイルス』と呼んでも人種差別主義者ではない」と題する文章を掲載。ウガンダウイルス、日本脳炎、ウエストナイルウイルスなどウイルス名に地名を加えるのは一般的であり無害だと強調した[255]。
- 3月12日に趙報道官は英語と中国語で「（CDCの感染スポット公表について）アメリカの最初の感染者はいつだ？何人が感染したか？病院の名前は？米軍が感染を武漢に持ち込んだかもしれない。（アメリカは）透明性を持て！データを公開すべきだ！アメリカは中国に説明せよ！」とTwitterに投稿した[157][165]。また、趙報道官はウイルスの発生源がアメリカ軍の研究施設だと推測する記事も紹介し[166]、さらにレッドフィールドCDC所長が米国内で発生した一部のインフルエンザの犠牲者と新型コロナウイルスの関係が後で判明したという3月11日の発言を紹介した[167]。その後、中国のSNSではコロナウイルス流行の責任はアメリカにあるとする陰謀論が急激に広がった[166][256]。他方で中国でTwitterは一般には使えないが、「いまやるべきは他国のせいにすることなのか」などと批判的な書き込みが相次いだ[166]。
  - 趙報道官の「アメリカ軍伝染陰謀論」の発言がインターネットに流れた数時間後、アメリカのデイヴィッド・スティルウェル米国務次官補は、崔天凱駐米大使を国務省に呼び、「陰謀論を広めているのは危険で、話にもならない」「中国はパンデミックを引き起こした後、これを世界に知らせなかったという非難を免れる道を探している」と抗議した[254][257]。
  - 同12日、華春瑩中華人民共和国外交部報道局長もレッドフィールド所長の発言に触れ、「中国の新型コロナウイルスと呼ぶのは絶対的に間違いで不適切」とTwitter上で反論した[167]。
- 3月13日、中国外務省の耿爽副報道局長もアメリカ政府高官や議員がウイルスの発生源について、「中国を攻撃しており、断固反対するべき」と非難した[166]。
  - 同13日、趙立堅報道官はアメリカ軍が中国にウイルスを持ち込んだ可能性についての発言の根拠として陰謀論サイトGlobalresearch.caの記事を紹介した[169]。記事では、日本のテレビ朝日が2月21日に「新型コロナウイルスは中国ではなく、アメリカが発生地である」と報道したと紹介されている[169]。そのテレビ朝日報道では、CDCが過去数ヶ月間にインフルエンザで死亡したアメリカの患者1万人のうち、新型コロナウイルス感染による肺炎患者が含まれていた可能性があると考えており、すでにニューヨークやロサンゼルスなどの大都市で大幅な検査体制の見直しが始まったという内容のもので、これは環球時報が2月22日に報じた[169]。このニュースは人民網と新浪微博にも掲載され、中国のネットユーザーの間で、2019年10月に武漢で開催された軍人スポーツ選手競技大会「ミリタリーワールドゲームズ」に参加したアメリカ軍関係者が中国に持ち込んだ可能性についても指摘された[169]。
- 3月15日、ノーベル文学賞受賞作家のマリオ・バルガス・リョサも中国が独裁体制でなく自由で民主的な国であり、感染症の発生当初に情報を隠蔽しなければ、世界はこれほど深刻な新型コロナウイルスの感染拡大に直面することはなかったとし、「自由がなければ、真の進歩が損なわれることを世界は学んだ」とスペイン紙『エル・パイス』で訴えた[258]。中国当局は「悪質だ」と反発した[173]。3月16日、耿爽中国外務省副報道局長は、リョサに対して「無責任な言論」で「断固とした反対」と反発した[172]。
- 3月16日、中国の楊潔篪外交統括役がアメリカのポンペオ国務長官と電話会談し、アメリカ側の対中批判に「強く非難する」と抗議した。ポンペオ長官も、中国が新型ウイルス発生の責任を米国に転嫁しようとしていると「強い異議」を表明した[174]。中国国営中央テレビによれば、楊氏は「アメリカの何人かの政治家は中国をけなし、中国人民の強烈な憤慨を引き起こした」「中国に泥を塗るたくらみは思い通りにならず、中国の利益を損なう行為は必ずや毅然とした反撃に遭う」と警告した[174]。他方、アメリカのポンペオ国務長官は趙立堅報道官による「アメリカ軍が武漢にウイルスを持ち込んだ」とする主張を念頭に「今はデマや奇妙なうわさを流布する時ではなく、すべての国が一致して共通の脅威と戦う時だ」と強調した[174][175]。

- 3月17日、アメリカのトランプ大統領はTwitter上で「アメリカは中国ウイルスの影響を特に受ける航空会社などの産業を強力に支援する」と投稿して新型コロナウイルスのことを「中国ウイルス (Chinese Virus)」と表現した[175][259][260]。翌18日、トランプ大統領はなぜそう呼ぶのかとの質問に「中国から来たウイルスだからだ」「正確に言いたい」からだと述べた[261]。
- 3月22日、崔天凱駐米大使はテレビ番組「アクシオス・オン・ＨＢＯ」で中国外務官によるアメリカコロナ発生源説について「そのような臆測は誰の役にも立たず、極めて有害」だと指摘した[262]。
- 3月23日、アメリカのトランプ大統領はアジア系アメリカ人は「すばらしい人々で、どんな形であれ、新型ウイルスの感染拡大は彼らの責任ではない」と述べ、「国内のアジア系アメリカ人に対してひどい言葉が使われているようで、それが全く好きになれないからだ」と答えた[263]。
- 同23日、在仏中国大使館はツイッターで「昨年9月以降、インフルエンザによるとされた（アメリカでの）死亡例2万件のうち何件が、新型コロナウイルス感染症（COVID-19）によるものだったのか？」「アメリカは新型コロナウイルスによる肺炎を、インフルエンザによるものだとごまかそうとしたのではないか？」「米メリーランド州のフォート・デトリック基地にある米国最大の生物化学兵器研究所が昨年7月、突然閉鎖」され、「その閉鎖後、米国で一連の肺炎や類似の症状が現れるようになった」と投稿した[264]。
- 3月25日のG7外相会合で、アメリカ国務省は「武漢ウイルス」と表記すべきだと主張したが、各国は受け入れず、共同声明の採択は見送られた[265][266]。アメリカのポンペオ国務長官は「中国はウイルスが世界に及ぼすリスクを認識していたのに、早期の情報共有を怠った」と中国を批判した[266]。
- 3月26日のG20首脳会合では、「新型コロナウイルス」のパンデミック克服のために協力するとした共同声明が発表された[179]。サウスチャイナ・モーニング・ポストは米中が応酬をいったん棚上げし、ウイルスは人類共通の脅威との認識で感染防止のメカニズムの構築を優先することで一致したと報じた[267]。

##### 2020年7月
- 7月9日、在カザフスタン中国大使館はWeChatの公式アカウントで、同国内のアティラウ、アクトべ、シムケントで6月から「死亡率は新型コロナウイルスによる肺炎よりもはるかに高い原因不明の肺炎」が流行していると警告を発したが、カザフスタン保健省は10日に「フェイクニュース」だと反論した[268][269]。

#### 「マスク外交」批判
マスクや人工呼吸器の不足が深刻化している欧州では、マスクや人工呼吸器など医療物資の供給を活発化させて影響力を拡大する中国に対して「マスク外交」を行っていると警戒する声があがった。また、アメリカのブルッキングス研究所は日本もマスク外交の対象になっていると主張しており、日本政府は中国で1000万枚のマスクを調達している。中国国営環球時報は3月11日に「マスク外交」と呼ぶ欧米の論調に対して「支援してくれた外国への恩返しは、当然の道理だ」と反論した。
また、アメリカはマスクや抗生物質を中国からの輸入に依存しており、2019年から米中両国は激しい米中貿易戦争を繰り広げて互いに報復関税をかけ合っていたが、トランプ政権はマスクや人工呼吸器など一部の医療用品については対中関税から免除することとなった。ウイルスをめぐる米中の摩擦で医療物資の供給網を牛耳る中国が対抗措置をとる可能性も懸念され、3月4日に中国国営新華社通信は「中国が報復すればアメリカは医薬品不足になってウイルスであふれかえるだろう」と警告し、3月19日には上院議員のトム・コットンと下院議員のマイク・ギャラガーは医薬品の対中依存解消を目指す法案を米議会に提出した。

## 中国政府への賠償請求
4月5日までに新型コロナウイルスの蔓延に対して責任があるとして中国は各国で提訴されており、G7だけでも総額は3.2兆ポンド（約431兆円）になると計算されている。

### イギリス
イギリスの外交シンクタンクヘンリー・ジャクソン協会が4月5日に発表した報告では、中国政府は国際保健規則（International Health Regulations,IHRs）第6条の情報通報の義務と第7条の「予期されない又は特異な公衆衛生上の事象が発生した場合の情報の共有」に違反していると主張し、中国政府は新型コロナウイルスのヒトからヒトへの感染が明らかになったデータを発覚後、最長3週間にわたって開示しなかったこと、2020年1月2日から2020年1月11日までの間の感染数に関する誤った情報をWHOに提供したこと、感染発覚後も同国民の海外渡航を規制しなかったことなどを指摘した。報告書は、イギリスは正式な政府支出に基づいて3510億ポンド（4490億ドル）の損害賠償を請求することが可能で、アメリカは1兆2000億ドル、カナダは590億ドル、オーストラリアは370億ドルの損害賠償請求が可能であると報告した。

#### 中国の反論
中華人民共和国国務院直属の中国国際放送局（CRI）は4月7日放送で、損害賠償請求は「でたらめ至極」だとして、中国は感染症情報を即時公表し、国際機関および国際社会とすべてを共有し、「中国は莫大な犠牲を払って、全世界の感染症予防・抑制活動の最前線で防衛線を構築し、貴重な時間を稼ぎ出した」と反論した。ヘンリー・ジャクソン協会の報告は一種の人種差別主義であり、国際的な防疫協力への大きな妨害となると反論した。
また4月9日には、国営放送中国中央電視台のCGTNは中国政法大学助教授Zhu Zhengによる、ヘンリー・ジャクソン協会の報告は国際法に無知であるとの反論を報じた。また、同日、賠償請求はイアン・ダンカン・スミスなどの保守党幹部の邪悪な意図を示す政治的な誹謗であり、中国への偏見を持つ一部の政治家の行動はイギリスの国家利益を損なうと報じた。

### インド
在ロンドン国際法律家委員会（International Council of Jurists,ICJ）とインド弁護士協会は、国連人権理事会に対し新型コロナウイルスのパンデミックをもたらした中国政府に損害賠償を請求するよう求めた。ICJ会長アディッシュ・アガーワラ（Adish C. Aggarwala）は中国は生物兵器を開発してきたと批判。アガーワラ会長は、WHOが宣言したこのパンデミックは中国政府が超大国の位置に付くための陰謀によるもので、他国を細菌戦との戦いとその犠牲にしたと声明で述べた。

## 社会・経済への影響

### 医療崩壊
武漢の都市封鎖によって医療崩壊が発生した。武漢の病院では病床不足や人手の不足が続き、患者が待合室や廊下にあふれ、院内感染も進んだ。高熱が出ても入院先が見つからず、自宅療養を強いられる者も多く、また感染する医療関係者も多い。乳腺がんの化学治療を受ける予定だった患者の治療が延期になるなど、新型肺炎以外の患者にも影響が及んだ。
武漢の大学病院のグループは2020年2月7日に、感染者の約4割が院内感染とみられると米国の医学雑誌に発表した。この論文で、1月1日から28日にかけて感染が確認された患者138人のうち、41％に当たる57人が医療スタッフや別の病気で入院していた患者で院内感染した可能性を指摘しており、このうち70％に当たる40人が医療スタッフであった。
一方、WHOと中国の合同専門家チームが2月29日に公表した調査報告書によると、2月20日までに中国で感染が確認されている約5万6千人を追跡調査した結果、中国における人から人への感染は主に家庭内で起きていたことが分かっている。
中国が「感染者全員入院、治療」の方針を打ち出し、臨時的病院の使用と全国の医者からの支援のもと、この状況が大きく緩和した。